# Hoverla
Hoverla (ucraïnès: Говерла:, Hoverla; hongarès: Hóvár: ; romanès: Hovârla: Hovârla; Goverla, Polonès: Howerla) de 2.061 metres d'alçada, forma part dels Carpats i és la muntanya més alta d'Ucraïna.
La muntanya és troba a les Beskides orientals, a la regió de Xornohora. Els pendents són coberts amb boscos de faig i pícea, per sobre hi ha un cinturó de prats subalpins anomenats polonyna en ucraïnès. Al pendent oriental hi ha el principal naixement del riu Prut. El nom és d'origen hongarès i significa 'fortalesa de neu'. Hoverla està compost de marès, un tipus de roca sedimentària.

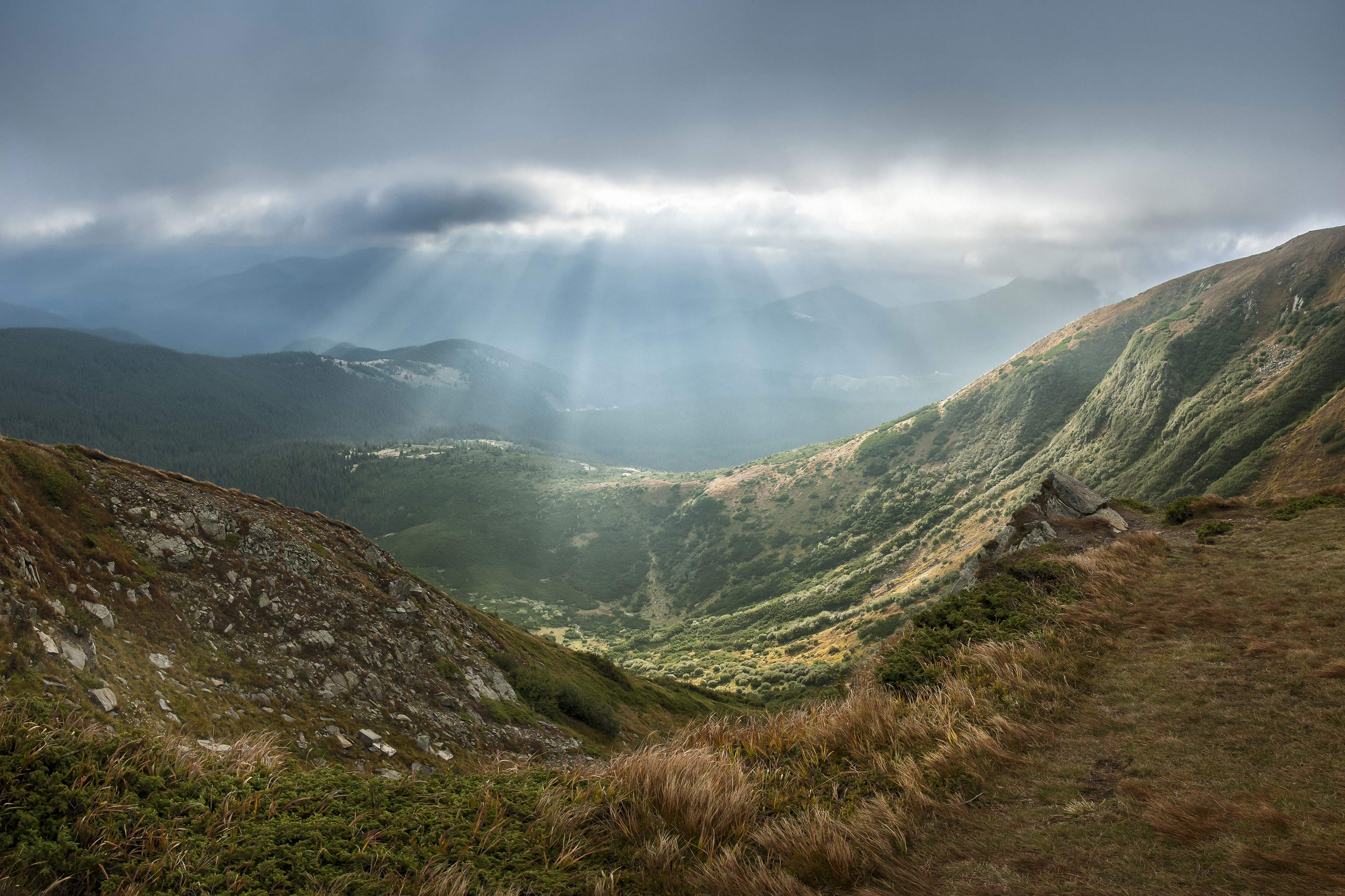
Vista de l'Hoverla

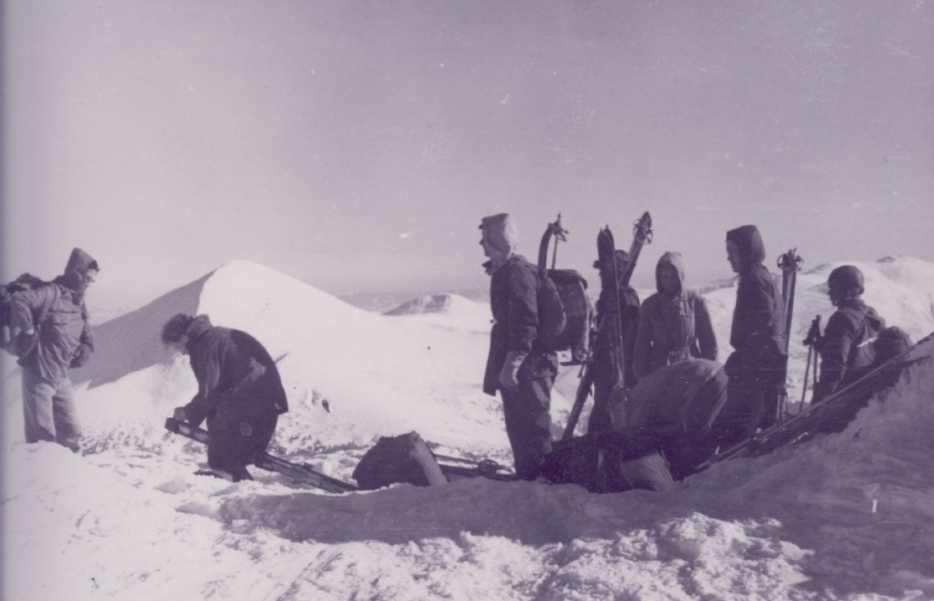
Esquí a la cimera de l'Hoverla.

La data de la primera ascensió és desconeguda. A finals del segle xix la muntanya es va convertir en una atracció turística notable, especialment entre els turistes de ciutats properes de Galítsia. El 1880 la primera ruta turística entre el cim de Hoverla i Krasny Luh va ser marcada per Leopold Wajgel de la societat Polskie Towarzystwo Tatrzańskie. L'any següent s'hi va inaugurar el primer refugi turístic.
El segle XX la muntanya guanya cada cop més popularitat com a lloc d'esports extrems. Algunes rutes són classificades com a 1A al període d'hivern (de finals de la tardor fins a maig), segons el sistema soviètic. Avui dia a causa de la seva prominència, molts amants inexperts dels esports extrems intenten pujar-lo a l'hivern, resultant en congelacions o fins i tot morts. L'aproximació més popular al cim comença des de Zaroslyak a la cara est de la muntanya, amb més de 1.100 metres de desnivell al llarg d'un camí costerut amb pocs zig-zags. Hi ha una ruta més costeruda (marcada amb senyals blaus) i una més suau però més llarga (marcada amb verd).
L'octubre de 2007 el nou partit de la dreta pro-russa Eurasia -afiliat a la Unió de joves Eurasians va vandalitzar els símbols estatals ucraïnesos oficials que havien estat col·locats al cim de l'Hoverla.